# On Tour (Finally)
On Tour (Finally) è il primo tour della cantante statunitense Ava Max, a supporto del suo secondo album in studio Diamonds & Dancefloors.

## Antefatti
Dopo la pubblicazione del suo album di debutto Heaven & Hell nel settembre del 2020, Ava Max rivelò di avere in programma una tournée a supporto del disco. Il tour, mai annunciato ufficialmente ma la cui partenza era prevista per l'autunno dello stesso anno, fu tuttavia cancellato a causa della pandemia di COVID-19. La cantante si è quindi concentrata sulla registrazione del suo secondo album, Diamonds & Dancefloors, pubblicato a gennaio del 2023. Il 22 febbraio dello stesso anno, l'artista ha annunciato il suo primo tour musicale, On Tour (Finally), a supporto del progetto. La vendita generale dei biglietti per le date europee è iniziata il 3 marzo successivo, con la successiva aggiunta di un'ulteriore data a Londra a causa dell'alta richiesta.

## Date
| Data             | Città             | Stato       | Luogo                      |
| ---------------- | ----------------- | ----------- | -------------------------- |
| Europa           |                   |             |                            |
| 14 aprile 2023   | Manchester        | Regno Unito | O2 Ritz Manchester         |
| 15 aprile 2023   | Glasgow           | Regno Unito | TV Studio SWG3             |
| 17 aprile 2023   | Birmingham        | Regno Unito | O2 Institute Birmingham    |
| 19 aprile 2023   | Londra            | Regno Unito | O2 Shepherd's Bush Empire  |
| 20 aprile 2023   | Londra            | Regno Unito | O2 Shepherd's Bush Empire  |
| 24 aprile 2023   | Bruxelles         | Belgio      | Ancienne Belgique          |
| 25 aprile 2023   | Parigi            | Francia     | L'Olympia                  |
| 28 aprile 2023   | Amsterdam         | Paesi Bassi | Paradiso Grote Zaal        |
| 8 maggio 2023    | Stoccolma         | Svezia      | Berns Salonger             |
| 10 maggio 2023   | Oslo              | Norvegia    | Sentrum Scene              |
| 13 maggio 2023   | Zurigo            | Svizzera    | Komplex 457                |
| 15 maggio 2023   | Milano            | Italia      | Fabrique                   |
| 18 maggio 2023   | Lisbona           | Portogallo  | Coliseu dos Recreios       |
| 21 maggio 2023   | Amburgo           | Germania    | Docks                      |
| 22 maggio 2023   | Colonia           | Germania    | Palladium                  |
| Nord America     |                   |             |                            |
| 31 maggio 2023   | Detroit           | Stati Uniti | St. Andrew's Hall          |
| 1 giugno 2023    | Chicago           | Stati Uniti | House of Blues Chicago     |
| 3 giugno 2023    | Pittsburgh        | Stati Uniti | Stage AE                   |
| 4 giugno 2023    | Filadelfia        | Stati Uniti | Theatre of Living Arts     |
| 6 giugno 2023    | Boston            | Stati Uniti | Paradise Rock Club         |
| 8 giugno 2023    | New York          | Stati Uniti | Irving Plaza               |
| 9 giugno 2023    | Silver Spring     | Stati Uniti | The Fillmore Silver Spring |
| 11 giugno 2023   | Atlanta           | Stati Uniti | Buckhead Theatre           |
| 12 giugno 2023   | Nashville         | Stati Uniti | Brooklyn Bowl Nashville    |
| 15 giugno 2023   | Houston           | Stati Uniti | House of Blues Houston     |
| 16 giugno 2023   | Dallas            | Stati Uniti | The Echo Lounge            |
| 19 giugno 2023   | San Diego         | Stati Uniti | House of Blues San Diego   |
| 20 giugno 2023   | Los Angeles       | Stati Uniti | Fonda Theatre              |
| 22 giugno 2023   | San Francisco     | Stati Uniti | The Fillmore               |
| 24 giugno 2023   | Seattle           | Stati Uniti | Neptune Theatre            |
| 25 giugno 2023   | Portland          | Stati Uniti | Crystal Ballroom           |
| 28 giugno 2023   | Denver            | Stati Uniti | Summit Music Hall          |
| 30 giugno 2023   | Minneapolis       | Stati Uniti | Varsity Theater            |
| 1º luglio 2023   | Milwaukee         | Stati Uniti | BMO Pavilion               |
| Europa           |                   |             |                            |
| 8 luglio 2023    | Madrid            | Spagna      | Villaverde                 |
| 12 luglio 2023   | Montreux          | Svizzera    | Montreux Jazz Lab          |
| 14 luglio 2023   | Joensuu           | Finlandia   | Laulurinne                 |
| 23 luglio 2023   | Parigi            | Francia     | Ippodromo di Longchamp     |
| 28 luglio 2023   | Bodø              | Norvegia    | Rådhusparken               |
| 29 luglio 2023   | Östersund         | Svezia      | Storsjöyran                |
| 5 agosto 2023    | Skanderborg       | Danimarca   | Bøgeskoven                 |
| 3 settembre 2023 | Monaco di Baviera | Germania    | Olympiapark                |
| 9 settembre 2023 | Berlino           | Germania    | Olympiastadion             |